# Pioneers of Love
Pioneers of Love was een popgroep uit Leeuwarden die in 2011 landelijke bekendheid kreeg met de hit Walhalla. De groep bracht in 2011 haar debuutalbum Contact uit. De muziekstijl van de band wordt voornamelijk onder moderne newwave geschaard.

## Carrière

### 2008 - 2010: oprichting
Pioneers of Love werd opgericht in 2008 in Leeuwarden. De band gaf haar eerste optreden in Groningen op het popfestival Eurosonic. In de begindagen won de band verschillende popprijzen, zoals het Rode Oortjes Festival in het recordjaar 2008 met 164 deelnemende bands.
In 2009 speelde de band in het voorprogramma van onder andere The Cinematics, White Rose Movement, The Rasmus en Infadels. In het najaar van 2009 speelde het viertal in het voorprogramma van Moke door Nederland. Ook in 2010 speelde de band veel met hun Amsterdamse vrienden. In september 2010 speelde de band in een uitverkocht Paradiso en in De Oosterpoort met de Amerikaanse rockband Lifehouse, ook traden de jonge Friezen een aantal malen op met Cold War Kids en Panic! At The Disco. Intussen werden achter de schermen contacten gelegd met topproducer Holger Schwedt.

### 2010 - 2011:Contact

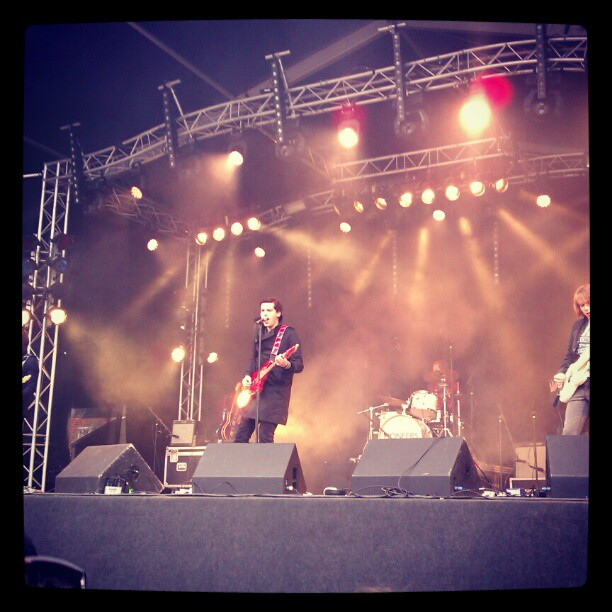
Pioneers of Love live in 2012.

Pioneers of Love begon eind 2010 aan hun debuutalbum. De band liet al doorschemeren dat er in het voorjaar van 2011 een eerste single verwacht kon worden. Op 18 februari 2011 maakte de band bekend te zullen tekenen bij 8ball Music. Op 8 april 2011 bracht Pioneers of Love de eerste single Walhalla uit en werd daarmee door Radio 3FM nog voor de release uitgeroepen tot Serious Talent. Bij Walhalla werd een videoclip opgenomen met regisseuse Stephanie Pistel, die eerder werkte met Robbie Williams en Wyclef Jean. De single werd in de zomer een hit op Radio 3FM. Het viertal won met de videoclip de Friese Popaward. In het najaar trad de band tijdens de Edisons 2011 op met Walhalla.

#### Fear of heightsen releaseContact

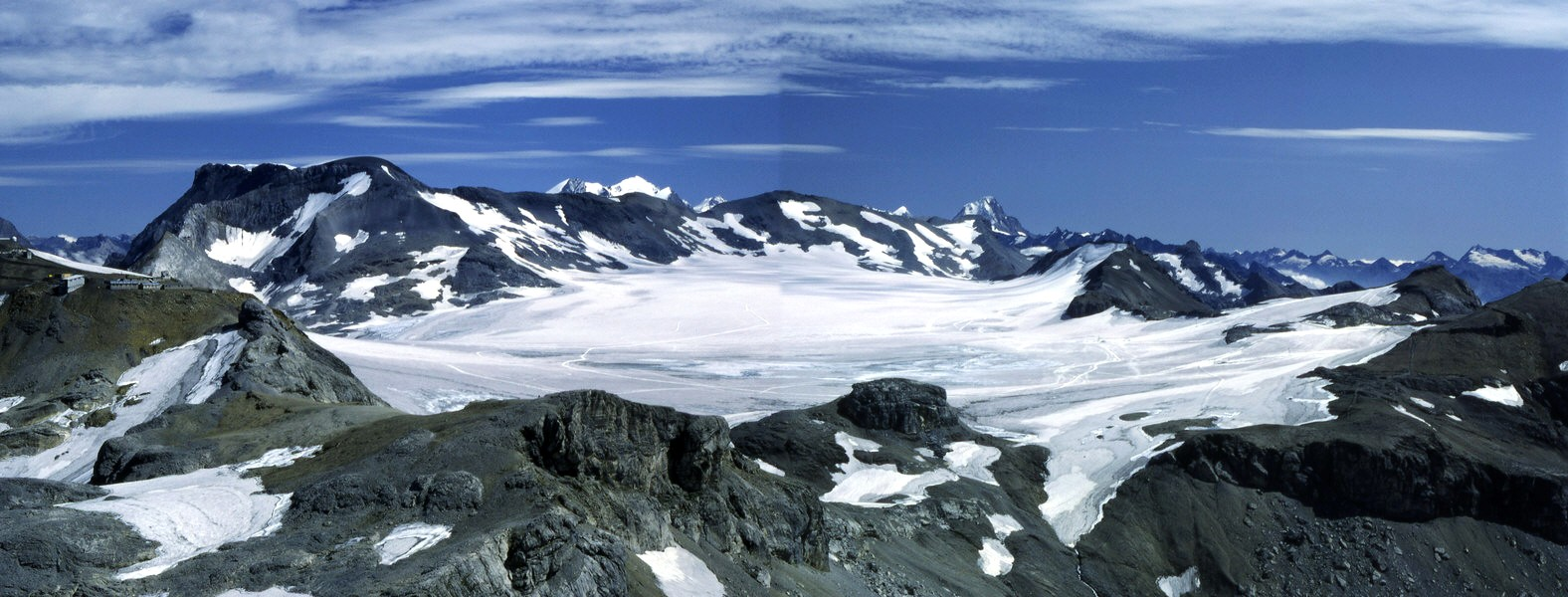
De Plaine Morte-gletsjer, het decor voor Fear of Heights

In de zomer van 2011 maakte Pioneers of Love in Zwitserland opnamen voor de videoclip bij de tweede single Fear of Heights. De band vertrok samen met filmmaker Lex Vesseur naar de Plaine Morte-gletsjer. De band overnachtte in de legendarische Wildstrubelhütte op de top van de Weisshorn. Kort na het uitkomen van Fear of Heights verscheen het debuutalbum Contact. In interviews benadrukte het viertal dat invloeden voor het album werden gehaald uit series als Twin Peaks en X-Files, evenals de film Moon, door hun buitenaardse sfeer.

#### Ruimte enArrest me now
Voorafgaand aan hun optreden op Noorderslag 2012 gaven de bandleden in een interview met Nu.nl aan de eerste band in de ruimte te willen zijn. Ook Q-music besteedde er in een uitgebreid interview aandacht aan. Op 10 januari bracht de band de videoclip bij de derde single Arrest Me Now uit, waarin een ruimtereis van de vier bandleden wordt uitgebeeld. In een later interview op Radio 3FM herhaalden de bandleden hun buitenaardse wens.. Even later werd bekend dat de band genomineerd was voor een 3FM Award in de categorie beste nieuwkomer.

## Bandleden
- Jeroen Grendelman - zang, gitaar
- Jelmer Haringsma - gitaar, synthesizer, zang
- Floris de Bruijn - basgitaar, synthesizer
- Jelmer Terwal - drums

## Prijzen
- 3FM Awards 2012 - nominatie beste nieuwkomer
- Friese Popaward - Walhalla

## Discografie
| Album met eventuele hitnotering(en) in de Nederlandse Album Top 100 | Datum van verschijnen | Datum van binnenkomst | Hoogste positie | Aantal weken | Opmerkingen |
| ------------------------------------------------------------------- | --------------------- | --------------------- | --------------- | ------------ | ----------- |
| Contact                                                             | 04-11-2011            |                       |                 |              |             |

### Singles
| Single met eventuele hitnotering(en) in de Nederlandse Top 40 | Datum van verschijnen | Datum van binnenkomst | Hoogste positie | Aantal weken | Opmerkingen              |
| ------------------------------------------------------------- | --------------------- | --------------------- | --------------- | ------------ | ------------------------ |
| Walhalla                                                      | 13-06-2011            | -                     |                 |              | #9 in de Kink 40         |
| Fear of heights                                               | 07-10-2011            | -                     |                 |              | #74 in de Single Top 100 |
| Arrest me now                                                 | 12-01-2012            | -                     |                 |              |                          |